# Niles Island
Niles Island ist eine 300 m lange Felseninsel im Archipel der Windmill-Inseln vor der Budd-Küste des ostantarktischen Wilkeslands. Sie liegt unmittelbar vor dem südlichen Ende der Insel Holl Island.
Die Insel wurde anhand von Luftaufnahmen der US-amerikanischen Operation Highjump (1946–1947) und Operation Windmill (1947–1948) kartiert. Das Advisory Committee on Antarctic Names benannte sie 1963 nach G. W. Niles, einem Mitglied der jeweiligen Einheit beider Operationen für die Erstellung fotografischer Aufnahmen des Gebiets im Februar 1947 und Januar 1948.